# Malthodes guttifer
Malthodes guttifer (лат.) — вид жуков-мягкотелок из подсемейства Malthininae.
Имаго длиной 4—5 мм. Тело чёрное. Переднеспинка с красноватой каёмкой по заднему и иногда переднему краям. Надкрылья большей частью с жёлтым вершинным пятном.
Жуки характеризуются следующими признаками: 1) предпоследний брюшной тергит самцов на основании в ширину занимает лишь треть с конца третьего тергита; 2) последний брюшной тергит удлинённый.